# Richard Candido Coelho
Richard Candido Coelho, mais conhecido apenas como Richard (São Sebastião do Paraíso, 18 de fevereiro de 1994), é um futebolista brasileiro que atua como volante. Atualmente joga pelo Sport Club Internacional.

## Carreira

### Início
Iniciou a carreira em 2014 jogando pelo Comercial, de São Paulo. Depois teve rápidas passagens por Atlético Sorocaba e Atibaia.

### Fluminense
Foi emprestado ao Fluminense em agosto de 2017, e após ter um bom início, em 2018 o tricolor anunciou a compra de metade dos direitos do jogador, que assinou contrato até 2022. Foi titular absoluto sob o comando do técnico Marcelo Oliveira e viveu grande fase, sendo um dos destaque do time ao lado do atacante Pedro. Na última rodada do Brasileirão 2018, contra o América MG, marcou de cabeça o gol que garantiu a permanência do Tricolor na Série A e que rebaixou o América.

### Corinthians
No dia 10 de dezembro de 2018, assinou por quatro anos com o Corinthians. O clube não divulgou o valor total da negociação e nem os percentuais envolvidos, mas ficou com 50% dos direitos econômicos que eram do Fluminense e com o restante que pertencia ao Atibaia, equipe do interior paulista.

### Vasco da Gama
Sem espaço na equipe paulista, em junho de 2019 foi emprestado ao Vasco. Chegou por empréstimo até o fim da temporada e foi um pedido do técnico Vanderlei Luxemburgo. Estreou pelo Cruzmaltino na partida contra o Grêmio, pela 10ª rodada do Brasileirão. Após ter um desempenho irregular e conviver com críticas da torcida, não teve o empréstimo renovado e retornou ao Corinthians.

### Athletico Paranaense
Em junho de 2020, foi emprestado ao Athletico Paranaense pelo Corinthians e dispensado por indisciplina em outubro de 2021.

### Ceará
Em 29 de dezembro de 2021, assinou até 2024 com o Ceará, sendo o terceiro reforço do Vozão para a temporada 2022.

### Cruzeiro
No dia 14 de março de 2023, Richard foi oficializado como reforço do Cruzeiro. O volante chega por empréstimo até o fim do ano, com a possibilidade de prorrogação definitiva do vínculo.

### Alanyaspor
Em 3 de julho de 2023, afastado do Cruzeiro por ter tido o nome citado em conversas de apostadores, Richard deixou o Cruzeiro, pelo qual jogava emprestado do Ceará desde o começo do ano, e foi anunciado pelo Alanyaspor, da Turquia. O volante assinou contrato por duas temporadas.

### Internacional
Em 17 de julho de 2025, foi anunciado como reforço do Internacional. O jogador assinou contrato até o final de 2026.

## Títulos
Fluminense
- Taça Rio: 2018

Corinthians
- Campeonato Paulista: 2019

Athletico Paranaense
- Copa Sul-Americana: 2021[14]